# Criopreservación de embriones
La criopreservación de embriones es el proceso de conservación de un embrión a temperaturas bajo cero, generalmente en una etapa de la embriogénesis correspondiente a la preimplantación, es decir, entre la fertilización y la etapa de blastocisto.
Esta técnica está basada en la congelación ultrarrápida con la adición de agentes crioprotectores que protegen a las células. Con estos dos factores se consigue evitar la formación de cristales de hielo en el interior de las células, disminuyendo el daño en las estructuras intracelulares.

Los embriones permanecen congelados a -196 °C en tanques de nitrógeno líquido hasta que sean usados.

## Indicaciones
La criopreservación de embriones es útil para los embriones de sobras después de un ciclo de fertilización in vitro, ya que las pacientes que no logran concebir pueden quedar embarazadas utilizando dichos embriones sin tener que pasar por un ciclo completo de FIV.

O, si se lograra un embarazo, podrían regresar más tarde para otros embarazos.

Los ovocitos o embriones resultantes de tratamientos de fertilidad se pueden utilizar para la donación de ovocitos o la donación de embriones a otra mujer o pareja, y los embriones se pueden crear, congelar y almacenar específicamente para su transferencia y donación mediante el uso de óvulos y esperma de donantes.

## Método
La criopreservación de embriones generalmente se realiza como un componente de la fertilización in vitro (que generalmente también incluye hiperestimulación ovárica, recuperación de óvulos y transferencia de embriones). La hiperestimulación ovárica se realiza preferiblemente mediante el uso de un agonista de GnRH en lugar de gonadotropina coriónica humana (hCG) para la maduración final de los ovocitos, ya que disminuye el riesgo de síndrome de hiperestimulación ovárica sin evidencia de una diferencia en la tasa de nacidos vivos (en contraste con los ciclos frescos donde el uso de agonistas de GnRH tiene una tasa de nacidos vivos más baja).
La principal técnica utilizada para la criopreservación de embriones es la vitrificación contra la congelación lenta programable (SPF). Los estudios indican que la vitrificación es mayor o igual que el SPF en términos de tasas de supervivencia e implantación. La vitrificación parece reducir el riesgo de daño del ADN en comparación con la congelación lenta.
Transferencia directa de embriones congelados: los embriones pueden ser congelados mediante SPF en un medio de congelación de etilenglicol y transferirse directamente a los receptores inmediatamente después de descongelar el agua sin un proceso de descongelación en laboratorio. El primer ternero de transferencia de embriones bovinos cruzados del mundo en condiciones tropicales fue producido mediante tal técnica el 23 de junio de 1996 por Dr. Binoy S Vettical de la Junta de Desarrollo Ganadero de Kerala, Mattupatti

## Predominio
Es difícil obtener datos de uso mundial, pero en un estudio de 23 países se informó que se realizaron en Europa casi 42.000 transferencias de embriones humanos congelados durante 2001.

## Resultados y determinantes del embarazo
En el estado actual de la técnica, los embriones se han sometido a un implante de crioconservación al mismo ritmo que los equivalentes frescos. El resultado del uso de embriones criopreservados ha sido uniformemente positivo, sin aumento de defectos de nacimiento o anomalías del desarrollo, también entre óvulos frescos versus congelados usados para inyección intracitoplasmática de espermatozoides (ICSI). De hecho, las tasas de embarazo aumentan después de la transferencia de embriones congelados y los resultados perinatales se ven menos afectados, en comparación con la transferencia de embriones en el mismo ciclo en que se realizó la hiperestimulación ovárica . Se cree que el endometrio no está preparado de manera óptima para la implantación después de la hiperestimulación ovárica y, por lo tanto, la transferencia de embriones congelados sirve para un ciclo separado para enfocarse en optimizar las posibilidades de una implantación exitosa.  Los niños nacidos de blastocistos vitrificados tienen un peso al nacer significativamente más alto que los nacidos de blastocistos no congelados. Para los embriones de escisión temprana, los congelados parecen tener un resultado obstétrico al menos tan bueno, medido como el nacimiento prematuro y el bajo peso al nacer para los niños nacidos después de la criopreservación, en comparación con los niños nacidos después de ciclos frescos. 
La edad de los ovocitos, la proporción de supervivencia y el número de embriones transferidos son predictores del resultado del embarazo. Los ovocitos de pacientes jóvenes tienen un 96% de probabilidad de supervivencia, a partir de los 38, esta se reduce a un 85% y así sucesivamente.
Se han reportado embarazos de embriones congelados para 16 años. Un estudio de más de 11.000 embriones humanos criopreservados no mostró ningún efecto significativo del tiempo de almacenamiento en la supervivencia después de la descongelación para los ciclos de FIV o de donación de ovocitos, o para los embriones congelados en las etapas pronuclear o de escisión. Además, la duración del almacenamiento no tuvo un efecto significativo sobre el embarazo clínico, el aborto espontáneo, la implantación o la tasa de nacidos vivos, ya sea por FIV o por ciclos de donación de ovocitos. 
Un estudio en Francia entre el 1999 y el 2011 llegó al resultado que la congelación de embriones antes de la administración de agentes quimioterapéuticos gonadotóxicos a las mujeres provocó un retraso del tratamiento en el 34% de los casos y un nacimiento vivo en el 27% de los casos supervivientes que querían quedar embarazadas, con un tiempo de seguimiento que varía entre 1 y 13 años.

## Legislación
A partir del 1 de octubre de 2009, los embriones humanos pueden almacenarse durante 10 años en el Reino Unido, según la Ley de Fertilización y Embriología Humana de 2008 .

## Historia
El primer embarazo derivado de un embrión humano congelado fue informado por Alan Trounson y Linda Mohr en 1983 (aunque el feto abortó espontáneamente a las diez semanas de gestación). Los primeros bebés (gemelos) derivados de un embrión congelado nacieron el 26 de diciembre de 1983 en Holanda. Desde entonces y hasta el 2008 se estima que entre 350.000 y medio millones de bebés de FIV han nacido de embriones congelados a un ritmo controlado y luego almacenados en nitrógeno líquido; además, han nacido unos cientos de nacimientos de ovocitos vitrificados, pero es difícil conseguir cifras firmes.
Cabe señalar que Subash Mukhopadyay de Kolkata, India informó sobre la criopreservación exitosa de un embrión de ocho células, almacenándolo durante 53 días, descongelando y reemplazándolo en el útero de la madre, lo que resultó en un nacimiento exitoso y vivo ya en 1978, un cinco años antes de que Trounson y Mohr lo hicieran. Una pequeña publicación de Mukherjee en 1978 muestra claramente que Mukherjee estaba en la línea de pensamiento correcto mucho antes de que nadie hubiera demostrado el resultado exitoso de un embarazo después de la transferencia de un embrión congelado-descongelado de 8 células a sujetos humanos que se transfirieron 8 -Embriones criopreservados de células.
En 2020, apareció en los medios de comunicación, una pareja de Estados Unidos, Tina y Ben Gibson, tuvieron una hija, Molly, que nació de un embrión que permaneció en vitrificación durante 27 años (1992), esta pareja también tienen una hija, que permaneció en crioperservación durante 24 años, la inseminación fue realizada en el National Embryo Donation Center (NEDC), un centro de fertilidad, en la que los embriones son donados a parejas con problemas de fertilidad.[cita requerida]